# Sakura Taisen
Sakura Taisen (サクラ大戦 lit. Guerras de Sakura?) es una serie japonesa de videojuegos, manga y anime desarrollado por Red Entertainment y publicado por Sega basado en una idea de Ouji Hiroi. El título literalmente se traduce como "La Guerra de Sakura".

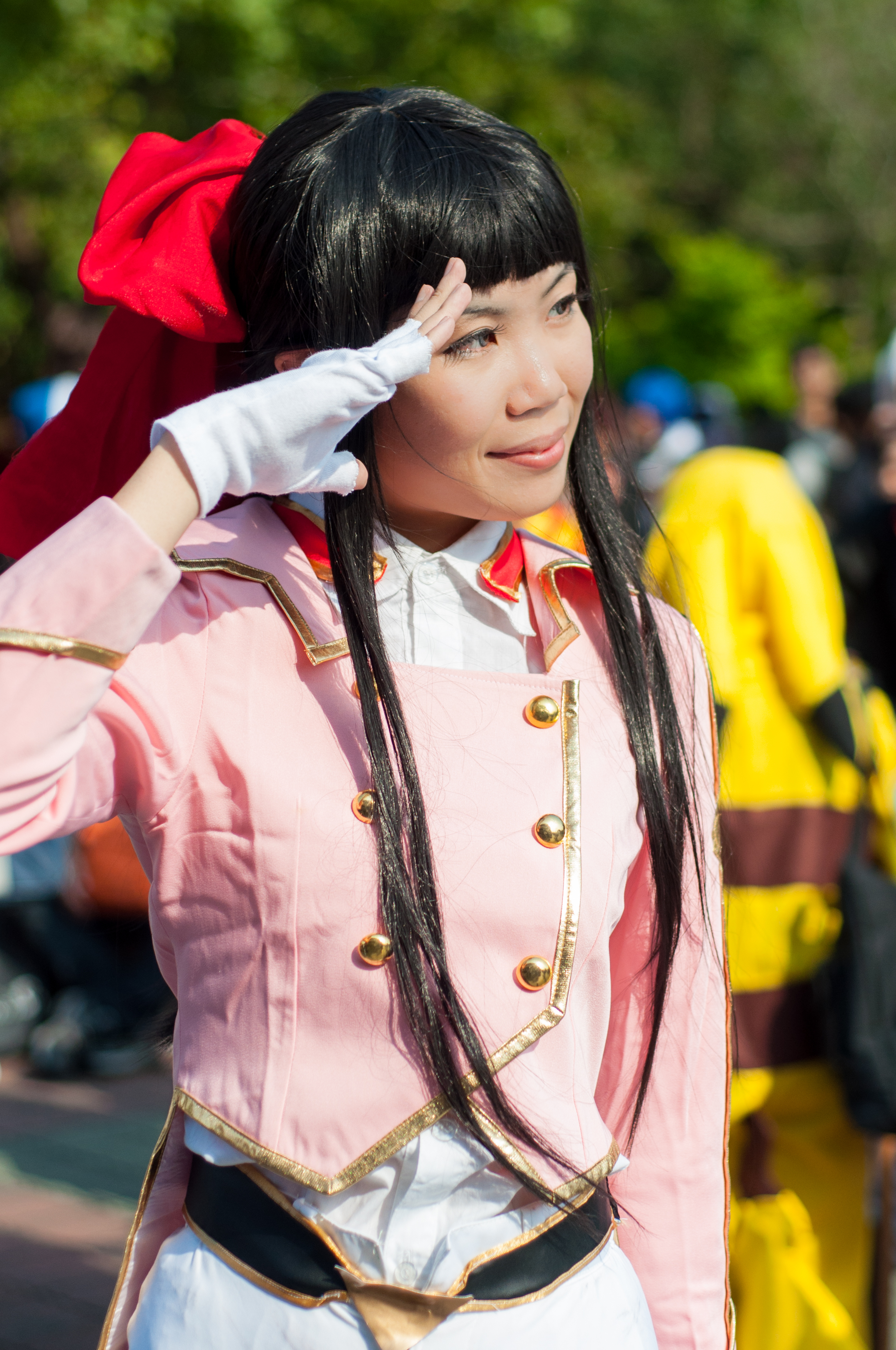
Una cosplayer de la protagonista, Sakura Shinguji.

Los japoneses originaron el juego Sakura Taisen para la consola de videojuegos Sega Saturn, en 1996. La forma del juego es una mezcla de juegos de guerra y tácticas militares con juegos de romance o simuladores de citas. Las características y tramas del anime fueron creadas para encajar y formar parte de los juegos originales, incluyendo muchos OVAs, una serie de televisión, una tira cómica de manga hoy en día presentada en la revista Magazine Z de Kōdansha, y una película de larga duración. La serie animada fue creada por Ouji Hiroi, el diseñador original, y Satoru Akahori, el supervisor de la serie.
La línea de historia del el original Sakura Taisen, los juegos y animes relacionados toman lugar en 1920 en un Tokio alternativo siguiendo las aventuras de la Teikoku Kagekidan—Hanagumi (lit. "Fuerza Floral Imperial de Asalto—División de Flores") y su insigne líder Ohgami Ichiro, de como ellos defienden Teito (lit. "Capital Imperial" Tokio) contra malvadas criaturas que la amenazan. Mientras llevan a cabo esta misión, el "Hanagumi" (o equipo floral) continúa estando de encubierto como "Los Actores de Opera Imperial". Aunque durante la mayor parte del día el "hanagumi" se desarrolla de esa manera, cambia totalmente de carácter cuando llega el momento de la batalla.
Las características originales de los personajes fueron diseñadas por Kōsuke Fujishima y el diseño de los personajes por Hidenori Matsubara. Los juegos y el anime tienen cabida en un ficticio Tokio de la era Taisho (y luego París, Francia y Nueva York, Estados Unidos) donde toda la tecnología es energizada por medio de vapor. Barcos y hasta robots de construcción y computadoras a vapor son comunes. Sin embargo, este pasado futuristico no es tan seguro, tanto monstruos como otras fuerzas de la oscuridad están constantemente amenazando y buscando como destruir esas legendarias metrópolis. En su camino esta una fuerza de ataque secreta de mujeres físicamente aumentadas en poder, quienes llevan trajes de una armadura de poder energizada a vapor, conocida como 光武 Koubu.

## Personaje principal
- - Sakura Shinguji: Proviene de Sendai, Prefectura de Miyagi (Miyagi-ken) y fue la última en integrarse a la División de la Flor. Hija del Coronel Kazuma Shinguji, un miembro de la antigua Unidad Anti-demonios de la Armada Imperial ( Teikoku Rigukun Taikôma Butai) quien fue herido gravemente al término de la denominada Guerra Demoníaca (1915-1918) muriendo tres meses después.

## Juegos
El juego de Sakura Taisen fue lanzado en 1996 para la consola de videojuegos Sega Saturn. La forma del juego es una mezcla entre un juego de guerra y tácticas militares junto con una novela visual, con una trama que fue parcialmente inspirada por el Takarazuka Kagekidan (宝塚歌劇団), junto con su una vez rival el Shochiku Kagekidan el cual una vez tuvo un teatro en Ginza y del cual el tío de Ouji Hiroi era un miembro fundador. La popularidad del juego llevó al lanzamiento de muchas secuelas en el Sega Saturn y en el Sega Dreamcast, recientemente para la consola de Sony, PlayStation 2, para la consola de Nintendo, Nintendo DS, entre otras.
Hay más de diez lanzamientos separados de Sakura Taisen, de entre los títulos principales, muchos de los cuales han sido relanzados o trasladados al Sega Dreamcast, PlayStation 2, PSP, PC y/o al Microsoft Windows, dos juegos para el Game Boy Color, y uno para la Nintendo DS, las dos últimas siendo plataformas de Nintendo.

### Sakura Taisen
- Sakura Taisen (サクラ大戦)[1]
- Plataforma (s): Sega Saturn, Sega Dreamcast, Microsoft Windows, PSP
- Fecha de lanzamiento: Saturn: 27 de septiembre de 1996, Dreamcast: 25 de mayo de 2000, Windows: año 2000, PSP: 9 de marzo de 2006.

El juego inaugural, para Sega Saturn, fue lanzado en 1996 y estableció el sistema de juego de diálogo denominado "Sistema Interactivo de Imágenes en Vivo" (Live Interactive Picture System (LIPS)), en el cual a los jugadores se les presentan opciones a escoger del diálogo durante una conversación con otros personajes. Cada elección hecha (o no hacer ninguna) adhiere o reduce lo "puntos de confianza" del total de varios personajes, que tendrá que ver en el desarrollo del jugador con el resto de los personajes y el tipo de final que tendrá el juego.
La segunda porción de la trama del juego caracterizada por el batallar entre los personajes, Koubu y sus enemigos. Las unidades se mueven en un mapa basado en un campo de batalla llevando a cabo ataques y espectaculares movimientos especiales para destruir a los villanos.
El juego tiene lugar en 1923 y sigue las aventuras de los miembros del hanagumi. Sus personajes son: Shinguuji Sakura, Kanzaki Sumire, Maria Tachibana (también conocida en el manga como Kazuar, que se traduce como Fénix en ruso), Kirishima Kanna, Iris Chateaubriand, Ri Kohran y su líder Ohgami Ichiro (el cual interpetra el jugador).

### Sakura Taisen 2
- Sakura Taisen 2 ~Kimi, Shinitamou koto Nakare~ (サクラ大戦2 ～君、死にたもうことなかれ～)[2]
- Plataforma (s): Sega Saturn, Sega Dreamcast, Microsoft Windows, PSP.
- Fecha de lanzamiento: Saturn: 4 de abril de 1998, Dreamcast: 21 de septiembre de 2000, Windows: 1 de marzo de 2001, PSP: 9 de marzo de 2006.

El segundo juego fue el primero en la serie que incluía subtítulos y la habilidad de elegir un "plan de ataque" que incrementaba las habilidades del equipo al usar ciertas tácticas.
La historia toma lugar en Taisho, 1925, un año después de la conclusión del juego original. Dos nuevos miembros: Reni Milchstrasse y Orihime Soletta, se han unido al escuadrón desde la ya desbandada Hoshigumi (lit. "Division Estrella"), y muchos nuevos enemigos están por amenazar Teito.

### Sakura Taisen 3
- Sakura Taisen 3 ~Pari wa Moeteiru ka?~ (サクラ大戦3 ～巴里は燃えているか～)[3]
- Plataforma (s): Sega Dreamcast, Microsoft Windows, Sony PlayStation 2
- Fecha de lanzamiento: Dreamcast: 22 de marzo de 2001, Microsoft Windows: 18 de septiembre de 2003, PS2: 24 de febrero de 2005.

Lanzado en el 2001, Sakura Taisen 3 representó el cambio más dramático hecho en la serie hasta la fecha. Fue el primer título de esta saga en ser lanzado para la consola de nueva generación (en su momento), Sega Dreamcast, y caracterizó la novedad de los gráficos 3D y un nuevo sistema de batalla conocido como Sistema de máquina en tiempo real y activa (Active and Real-time Machine System (ARMS). Adicional a esto se añade todo un nuevo grupo de chicas, entre las que están Erica fontaine, una peculiar monja o Lobelia carlini, una peligrosa delincuente. Es considerado por muchos, el mejor juego de la saga

### Sakura Taisen 4
- Sakura Taisen 4 ~Koi Seyo, Otome~ (サクラ大戦4 ～恋せよ乙女～)[4]
- Plataforma (s): Sega Dreamcast, Microsoft Windows
- Fecha de lanzamiento: Dreamcast: 21 de marzo de 2002, Microsoft Windows: 3 de marzo de 2005.

Sakura Taisen 4, lanzado en el 2002, reveló una renovación en el formato de la historia, concentrándose en lo "ancho, más que en lo largo" (2 capítulos o actos de múltiples caminos, modo versus y muchos episodios cortos). En este juego se ve la entera combinación de los personajes desde el primer hasta el 3.er juego, como la habilidad de crear un "Ohgami Kagekidan" (lit. "Fuerza de Asalto Ohgami") para ser usada en la lucha contra el mal.Es el juego más corto de toda la saga, lo que supuso una decepción para sus seguidores
La historia se ubica en la primavera de 1927. Ohgami regresó a Tokio desde París, triunfante, y encuentra al "Teikoku Kagekidan" batallando con un nuevo enemigo.

### Sakura Taisen (remake)
- Sakura Taisen ~Atsuki Chishio ni~ (サクラ大戦 ～熱き血潮に～ )[5]
- Plataforma: Sony PlayStation 2
- Fecha de lanzamiento: 27 de febrero de 2003.

En ese año, Sega rehízo el original Sakura Taisen. Nuevo contenido y arte fue incluido por el director de arte Matsubara Hidenori. El juego tenía remasterizadas secuencias de vídeo y una conversión del modo de batalla al "ARMS". No hubo cambios significativos aparte de los ya mencionados y se incluyó un montón de material extra del juego.

### Sakura Taisen V Episode 0
- Sakura Taisen V Episode 0 ~Kouya no Samurai Musume~ (サクラ大戦V EPISODE 0～荒野のサムライ娘～)
- Plataforma: Sony PlayStation 2
- Fecha de Lanzamiento: 22 de septiembre de 2004.

Apartándose del tradicional modo de juego, Sega lanzó un juego completamente basado en acción que actuaba como una protosecuela al juego de Sakura Taisen V. En este juego se incluían batallas a caballo y se conservó la interacción con los personajes a través del sistema LIPS usado en Sakura Taisen ~Atsuki Chishio Ni~.
La historia se desarrolla esta vez en los Estados Unidos (United Estates) y se enfoca en uno de los nuevos miembros de Sakura Taisen 5, una joven americana llamada Gemini Sunrise. Gemini ha vivido toda su vida en el salvaje oeste de Texas. Como petición de su maestro, Mifune, tiene una nueva asignación esperando por ella en la ciudad de Nueva York. La joven samurái vaquera sube a su mejor amigo, Rally, el caballo, marchándose, dando comienzo a la aventura.

### Sakura Taisen V
- Sakura Taisen V ~Saraba, Itoshiki Hito yo~ (サクラ大戦V ～さらば愛しき人よ～)[6]
- Plataforma (s): Sony PlayStation 2, Nintendo Wii (Occidente)
- Fecha de lanzamiento: 7 de julio de 2005, 30 de marzo de 2010 (Versión occidental para PS2), 9 de abril de 2010 (Versión occidental para Nintendo Wii)

El quinto mayor lanzamiento en la serie de juegos Sakura Taisen, Sakura Taisen V añade un nuevo set de características, incluyendo nuevas interacciones en el sistema LIPS que usa algunas de las características únicas del PlayStation 2, como los Joysticks Análogos del mando Dual Shock 2, y un sistema de navegación tridimensional que abre las calles de Nueva York a la exploración del jugador, incluyendo áreas de Queens y de la isla de Manhattan.
La compañía NIS America publicó oficialmente en América y Europa el título para PlayStation 2 y Wii a comienzos del 2010 bajo el nombre de "Sakura Wars: So Long, My Love".

### Sakura Taisen: Kimi Aru Ga Tame
- Sakura Taisen V ~Kimi Aru Ga Tame ~ (ドラマチックダンジョン サクラ大戦 ～君あるがため～)
- Plataforma (s): Nintendo DS
- Fecha de lanzamiento: 19 de marzo de 2008

Sakura Taisen: Kimi Aru Ga Tame es un juego desarrollado para la consola nintendo ds, el cual se destaca por tener la presencia de los 3 principales Equipos de Asalto Imperial de la saga, y por cambiar el RPG táctico por el "Action RPG" (Combate en tiempo real). También podemos ver en acción las clásicas situaciones conversacionales de la franquicia.

### Otros videojuegos
La franquicia también ha estado presente en otros videojuegos, como eventos colaborativos.

#### Puyopuyo!! Quest
El videojuego de rompecabezas Puyopuyo!! Quest trajo a Sakura Wars a través de dos eventos de tiempo limitado en 2017 y 2019 respectivamente. El primer evento se dio entre el 24 y el 30 de julio de 2017, para conmemorar los 20 años de la franquicia, mientras que el segundo evento se dio entre el 6 y el 16 de diciembre de 2019, para promocionar el nuevo videojuego Project Sakura Wars, lanzado en el 12 de diciembre del mismo año en Japón.

## Anime
En 1997, el mundo de Sakura Taisen fue extendido a aquellos sin acceso a una consola de vídeo en la forma de una serie de OVA´s. El éxito del OVA original llevó a numerosos lanzamientos de trabajos animados, hoy totalizando siete lanzamientos, incluyendo una temporada completa de serie televisiva por Madhouse y una película por Production I.G. Geneon se encargó del lanzamiento y distribución de la serie bajo el nombre "Sakura Wars".
El anime lleva las voces de los seiyū japoneses Michie Tomizawa, Kikuko Inoue, Chisa Yokoyama y Urara Takano entre otros (quienes han sido las voces de sus respectivos personajes desde el primer videojuego). La popularidad del anime ha llevado al lanzamiento de docenas de soundtracks.
Televix Entertainment licenció para América Latina en junio de 2001 Ouka Kenran, Gouka Kenran y la serie de TV. Cartoon Network estrenó la serie panregionalmente el 12 de octubre de 2005 con un doblaje hecho en Colombia, aunque originalmente estaba planeado su estreno en 2004. En Chile dejó de emitirse por televisión cable en Etc...TV el año 2007, y en el caso de la señal abierta terminó su emisión por parte de Chilevisión en el 2006.
A principios de 2005 Sakura Wars fue estrenada en El Salvador a través de Canal 12 de El Salvador.

### OVA I Sakura Wars: Preciosas flores de cerezo (1997-1998)
Sakura Taisen: Ouka Kenran fue diseñado para los ya establecidos fanes de la serie de juegos más que para los que no tenían experiencia alguna en ellos. Este expande la historia del Hanagumi, con dos de los cuatro episodios lanzados enfocados en los inicios de la organización que dio origen al hanagumi, la Tropa Floral de Asalto Imperial, y de como varios miembros del Hanagumi fueron reclutados. Los últimos dos episodios van más allá, colocándose en la línea de tiempo actual del juego original, y cambia perspectivas al protagonista y carácter jugable, Ichirou Ohgami.
Ouka Kenran Fue lanzado en VHS Video por ADV en inglés como Sakura Wars: The Gorgeous Blooming Cherry Blossoms, y encontró un sorprendente éxito entre los americanos. Este título salió en DVD en octubre del 99 por A.D. Vision (ADV Films). El OVA original ya no está disponible en solitario, pero está empaquetado con el segundo OVA Sakura Taisen: Gouka Kenran en la colección de Sakura Wars en DVD, lanzado en el 2003 por ADV.

### OVA II Sakura Wars: Brillante y hermosa (1999-2000)
Siguiendo el éxito de la serie Ouka Kenran, Sakura Taisen: Gouka Kenran continuó mostrando las historias que tuvieron lugar a los lados y entre los videojuegos originales. Cada episodio de los seis mostraba una aventura separada de algún lugar de la línea de tiempo de Sakura Taisen y Sakura Taisen 2. Los episodios fueron escritos para concentrarse en ocho diferentes miembros de la División Floral (los seis originales más dos de Sakura Taisen 2): Maria y Sakura el primero, Iris y Leni en el segundo, Kanna y Sumire en el tercero, Orihime y Kohran en el cuarto, y todos ellos juntos en un episodio de dos partes.
De nuevo, poco fue hecho por incluir a personas que desconocieran la serie Sakura Taisen puesto que la trama, el ambiente y la historia provenían de los juegos originales. Gouka Kenran permaneció como un trabajo concentrado para fanes.

### Sakura Wars: La serie (2000)
Primero al aire en Japón en abril de 2000, la primera encarnación en TV de Sakura Taisen fue en esencia un recuento de la rama del primer Sakura Taisen, con un estilo de arte ligeramente diferente y otros detalles mayores alterados. Esta serie se enfocó principalmente en el Hanagumi más que en el Ohgami.

### Sakura Wars: Fotos de actividad (Sakura Wars: The Movie, 2001)
La primera película de larga duración en la serie. Esta toma lugar justo después de la conclusión del tercer juego Sakura Taisen 3: Pari wa Moeteiru ka? (como capitán de la División Floral, Ohgami Ichirou parte de regreso a Tokio a asumir su posición en la Fuerza de Asalto Imperial), y un poco antes del inicio del cuarto juego, Sakura Taisen 4: Koise yo, Otome.
Ratchet Altair, anterior capitán de la experimental "Star Division" o División Estrella se une al Hanagumi para obtener datos para un plan propuesto en defender la ciudad de Nueva York en América. Pero no todo lo que viene de América es benigno como se deja ver en esta película. Un enemigo y una investigación secreta se llevan a cabo en contra de la Fuerza del Imperio.
Lanzada en los cines de Japón en diciembre de 2001, el filme tuvo un limitado debut en los cines norteamericanos en julio del 2003, y un lanzamiento en DVD por Geneon como Sakura Wars: The Movie.

### OVA III Sakura Wars: Conmemorando el retiro de Sumire Kanzaki "Su~Mi~Re" (2002)
Este lanzamiento japonés del 2002 fue un OVA de treinta minutos de duración conmemorando el retiro de una de las actrices claves en la voz, Michie Tomizawa, quien daba voz al carácter Sumire Kanzaki. Siguiendo el anuncio de Tomizawa de su partida de la serie Sakura Taisen, la decisión fue hecha también para anunciar el retiro del personaje Sumire. Una muy querida carácter y actriz, ambas, Sumire y Tomizawa dejaron el espacio para llevar una ocupada vida de conciertos (aunque Tomizawa volvería a los conciertos en vivo de la saga tiempo después). La producción de FUNimation lanzó el OVA en los Estados Unidos (U.S.A) como Sakura Taisen: ~Su~Mi~Re~ en el 2004.

### OVA IV Sakura Wars: Escuela de París (2003)
Lanzado en Norteamérica por Funimation el 28 de agosto del 2005, este OVA de tres partes cubre los eventos de la formación Kagekidan de París, incluyendo el reclutamiento de Erica al Fleur de Paris y las circunstancias de la captura de Lobelia por parte de la policía. Episodios en el OVA lo conectan a la película Sakura Wars: The Movie. Escuela de Paris se mueve entre la línea de tiempo del juego Sakura Taisen 3, comenzando cuando el Fleur de Paris solo tenía un miembro, con el tercer y último episodio tomando lugar justo antes de la llegada del capitán Ichirou Ohgami.

### OVA V Sakura Wars: El nuevo París (2004-2005)
Secuela de Sakura Taisen: Ecole de Paris. OVA de 3 partes que nos cuenta la historia de los miembros del Kagekidan en las semanas siguientes a la reasignación de Ohgami Ichirou a Tokio.

### OVA VI Sakura Wars: Nueva York NY (2007)
Sakura Taisen: New York NY se enfoca en los 5 miembros del Hoshigumi de Nueva York. Hay un total de tres DVD que circularan en Japón, con 2 episodios en cada disco para un total de seis episodios. Las fechas de lanzamientos son las siguientes:
- DVD 1 fue lanzado el 4 de abril de 2007. Los episodios se titulan "Yo y mi chica" y "X... y la ciudad"
- DVD 2 fue lanzado en 6 de junio de 2007. Los episodios se titulan "Hoshi no Kagayaku Yoru ni" y "Madre, yo quiero cantar!"
- DVD 3 fue lanzado en 1 de agosto de 2007. Los episodios se titulan "Kindan no Rakuen" y "New York Yori Towa ni"

### Shin Sakura Wars: The Animation (2020)
Traducida al inglés como New Sakura Wars: The Animation, está ambientada en una versión ficticia de 1941 (un año después de los eventos del videojuego). Estrenada en 2020, continua la historia de la franquicia.

## Música
OVAs:
- Openings

Opening #1: Geki! Teikoku Kagekidan (Attack! Imperial Floral Assault Team)
de Chisa Yokoyama & The Teikoku Kagekidan
- Endings

Ending #1: Watashi no Aozora de Ai Orikasa
Ending #2: Hanasaku Otome de The Teikoku Kageki-dan
Serie TV:
- Opening:

Geki! Teikoku Kageki-dan (Attack! Imperial Floral Assault Team)
de Chisa Yokoyama & The Teikoku Kagekidan
- Ending:

Yume Mite Iyou de Chisa Yokoyama & The Teikoku Kagekidan

## Manga
Sakura Taisen tiene un manga en circulación (inf:marzo de 2007) en el Magazine Z. El manga también fue licenciado y lanzado en inglés por TOKYOPOP, también fue licenciado en España por editorial Glénat.
Titulado Sakura Taisen', el manga es escrito por Hiroi Ouji e ilustrado por Ikku Masa. Este sigue la trama del juego original Sakura Taisen pero a diferencia de la adaptación televisiva, el manga permanece más cerca a la trama del juego, con solo unas muy menores alteraciones que bien podrían pasar desapercibidas. El manga contiene caracterizaciones, eventos y muchas historias paralelas que los jugadores de los juegos no pudieron ver, puesto que estaban jugando a través de los ojos (y percepción) de Ohgami.
En el estilo visual, el estilo del ilustrador Ikku Masa es similar al usado en el anime, solo que con ligeros ambientes y más cara de muñecas a los personajes, opuesto al delineado estilo de diseño de Kōsuke Fujishima. La mecánica diseñada es casi idéntica a aquella usada en el anime, con los Koubu diferenciado solo por el color y el armamento. A diferencia del anime, sin embargo, los Koubu tenían el tamaño correcto, en contraste con el anime donde se podía ver un poco más grandes y alargados, más como vehículos piloteados que como armaduras de poder.

### Línea de Tiempo
Taishō 8 (1919)
Primavera - El General Ikki Yoneda junto al Conde Hanakōji se unen en un plan para formar el Escuadrón Imperial de la Flor (Teikoku Kagekidan).
Otoño (Shanghái) - Ri Kohran es reclutada para formar parte del Escuadrón de la Flor.
Taishō 9 (1920)
Primavera (Okinawa) - Kanna Kirishima es reclutada para formar parte del Escuadrón de la Flor.
Verano (Nueva York) - Maria Tachibana es reclutada para formar parte del Escuadrón de la Flor.
Taishō 10 (1921)
Otoño (Francia) - Iris Chateaubriand es reclutada para formar parte del Escuadrón de la Flor.
Otoño (Japón) - La Industria de Metales Kanzaki comienza con la producción de los Kôbu
Taishō 11 (1922)
Primavera - El Escuadrón Imperial de la Flor, La División de la Flor (Hanagumi) es establecida.
Verano - Sumire Kanzaki entra a la División de la Flor.
Taishō 12 (1923)
Primavera - Sakura Shinguji se traslada para Tokio e ingresa al Escuadrón Imperial de la Flor.

## Sakura Taisen: Taishou Romando
Debido al éxito de la saga en Japón, en junio de 1998 se crea el "Sakura Taisen Taishou Romando", una tienda especialmente dedicada al universo Sakura Taisen, donde los fanes podían adquirir mercandising de la serie. Con el paso del tiempo la tienda evolucionó hasta tener su propia cafetería, el "Sakura Café", con platos, bebidas y postres variados siempre relacionados con la saga. Lamentablemente, el 30 de marzo de 2008, y casi después de 10 años desde su creación, la tienda fue cerrada.

## Presentaciones en vivo (Kayou Shows)
La "fiebre" de Sakura Taisen en el país del sol naciente también alcanzó para una gran cantidad de presentaciones en vivo. Donde los actores de doblaje (O Seiyuus) representan los personajes de la saga para los que prestan las voces. Había dos shows principales cada año: El "Super Kayou Show" en verano y el "Shinshun Kayou Show" en invierno, junto con varias otras interpretaciones a lo largo del año. En el caso de los Super Kayou Shows, el espectáculo se dividía en dos actos: Mientras que el primero podía ser una historia sobre el Hana-gumi, el otro era una obra de teatro protagonizada por el elenco, tal como se ve en las distintas producciones de la saga.
En el 2006 se anunció que los Kayou Shows llegarían a su fin, incluso se presentó un último espectáculo como broche de oro (Shin Ai Yue ni), sin embargo en el 2007 se presentó un nuevo concierto (Sakura Taisen: Budoukan), teniendo incluso por primera vez juntos a los seiyuus de los 3 principales equipos de asalto de la saga interpretando sus papeles en el escenario. En el 2011, el espectáculo se repitió con Sakura Taisen: Budoukan 2.

## Doblaje hispanoamericano de la serie de TV
- Sakura Shinguji - Nancy Cortés
- Maria Tachibana - Claudia Patricia Chavarro
- Orihime Soletta - ¿?
- Ayame Fujieda - Tirza Pacheco
- Sumire Kanzaki - Martha Rincón
- Ichiro Ohgami - Carlos Villegas
- Kanna Kirishima - Luzgeyle Poveda
- Ri Kohran - María Isabel Cortés
- Ikki Yoneda - Jorge Solórzano
- Iris Chateaubriand - Diana Maritza Beltrán
- Kasumi Fujii - Shirley Marulanda
- Tsubaki Takamura - Ana Rocío Bermúdez
- Yuri Sakakibara - Renata Vargas
- Satan - Sigifredo Vega
- Tenkai - Rafael Ignacio Gómez
- Tetsuma Shinguji - Antonio García
- Gonji - Wolfang Galindo - OVAS
- Kanzaki - Harold Leal - OVAS
- Telbo - Bayardo Ardila - OVAS
- Wakana - Renata Vargas - OVAS
- Leni - Wolfang Galindo - OVAS
- Hachi - Jairo Ordóñez - OVAS
- Oagata - Harold Leal - OVAS

Dirección - Hernando Cuenca
Estudio - Provideo Colombia